# دیوید داد
دیوید داد (انگلیسی: David Dodd; ۲۳ اوت ۱۸۹۵ – ۱۸ سپتامبر ۱۹۸۸) اقتصاددان، نویسنده، مدرس دانشگاه، معامله‌گر سهام و سرمایه‌گذار اهل ایالات متحده آمریکا بود.